# Таммио
Таммио (фин. Tammio), также Стамё (швед. Stamö) — остров в юго-восточной Финляндии. Расположен в Финском заливе Балтийского моря, близ российско-финляндской границы, к юго-востоку от порта Хамина и к югу от острова Куорсало. На северном берегу острова находится одноимённый рыбацкий посёлок. Посёлок состоит из 40 жилых домов вдоль улицы, которая тянется с востока на запад. Самые древние постройки относятся к началу XIX века, большинство домов построены до 1870-х годов. Типичный дом имеет пологую двухскатную крышу. Также в деревне есть хозяйственные постройки, навесы для лодок и пляжные навесы. В 1891 году построена бывшая начальная школа (kansakoulu), в 1919 году — сельский клуб (seurantalo). Кладбище острова находится на Куорсало. Административно относится к общине Хамина в области Кюменлааксо.
Первое постоянное поселение на острове появилось в Средние века. В середине XIV века на острове жили две-три семьи. Остров был покинут людьми в 1570-х годах во время Ливонской войны и оставался необитаемым до 1642 года. В середине XVII века население острова стало расти.